# (500187) 2012 GV8
(500187) 2012 GV8 es un asteroide perteneciente al cinturón de asteroides, descubierto el 15 de marzo de 2012 por el equipo del Spacewatch desde el Observatorio Nacional de Kitt Peak, Arizona, Estados Unidos.

## Designación y nombre
Designado provisionalmente como 2012 GV8.

## Características orbitales
2012 GV8 está situado a una distancia media del Sol de 2,608 ua, pudiendo alejarse hasta 3,054 ua y acercarse hasta 2,162 ua. Su excentricidad es 0,170 y la inclinación orbital 3,477 grados. Emplea 1538,96 días en completar una órbita alrededor del Sol.

## Características físicas
La magnitud absoluta de 2012 GV8 es 17,7.